# Dominio (diritto feudale)

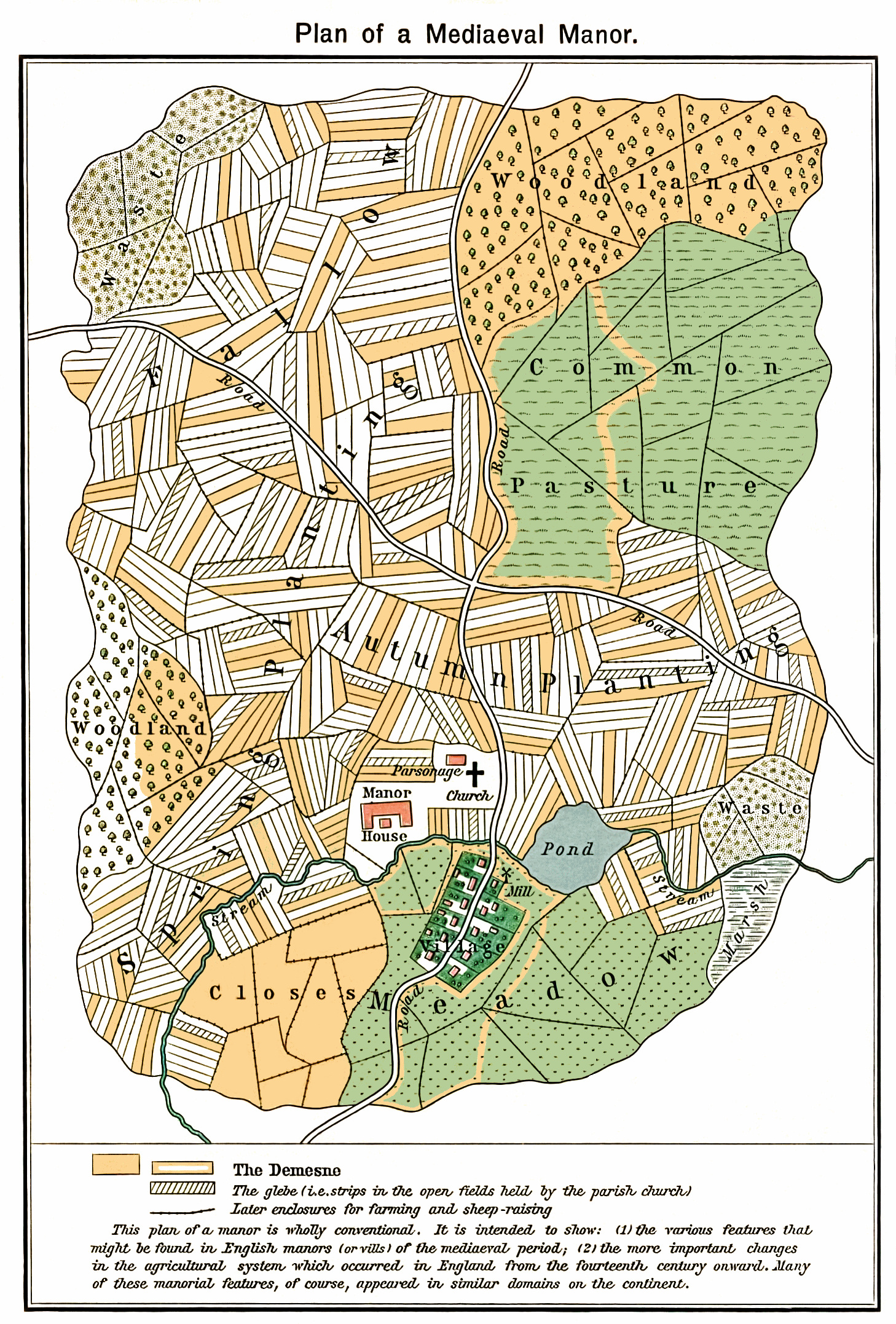
Mappa esemplificativa del dominio di un feudo. Le aree di colore giallo sono parti del dominio, le parti a righe sono la gleba. Il castello, residenza del signore e sede della corte manoriale, si trova nella parte sud.

Un dominio (dal francese: demesne), nel sistema feudale, era la terra direttamente posseduta dal feudatario per proprio uso e sostentamento, da esso direttamente diretta, distinta dalla terra che poteva essere a sua volta subinfeudata a vassalli minori. In Inghilterra con royal demesne si intende ancora oggi la terra detenuta direttamente dalla Corona inglese, mentre con quello di ancient demesne si indica la terra posseduta dai regnanti inglesi all'epoca del Domesday Book.

## Etimologia
La parola deriva dall'antico francese demeine, e quindi dal latino dominus, "signore, padrone di un castello" – dominio è una variante di domaine.
Nell'ambito anglosassone talvolta tal termine può trovarsi accostato o sostituito a quello di barton, inteso come luogo delimitato o piccola tenuta produttiva dall'antico inglese bere (piccola) e ton (chiusura).

## Sviluppo
Il sistema curtense, si sviluppò nell'Europa occidentale, inizialmente in Francia per poi venire esportato in aree interessate dall'espansione normanna durante tutta l'epoca medievale, come ad esempio in Inghilterra, in Sicilia, a Gerusalemme, in Scozia ed in Irlanda.
In questo sistema feudale il dominio era da intendersi come tutta quella terra direttamente possesso del feudatario, esclusivamente intesa a suo uso e sostentamento. Essa non era necessariamente composta da aree contigue al proprio castello. Una porzione di questa terra di dominio, chiamata incolto signorile, serviva per la costituzione di strade pubbliche o per campi comuni di pascolo destinati ai sottoposti del signore. Gran parte delle restanti terre componenti un feudo erano soggette a subinfeudazione ad altri vassalli.
Inizialmente le terre del dominio erano lavorate per conto del signore da servi della gleba o da contadini da lui pagati a tale scopo, i quali non avevano alcun diritto sulla terra che lavoravano e dovevano semplicemente adempiere ai loro obblighi feudali, ma con lo sviluppo dell'economia monetaria nel medioevo, le corvée dei servi vennero commutate in pagamenti in denaro. Con l'avvento della prima età moderna, le terre del dominio iniziarono ad essere coltivate da lavoratori stipendiati. Le terre del dominio potevano essere concesse in lavorazione su base perpetua (ad esempio ereditaria) o temporanea. In tempi di inflazione della moneta, le rendite potevano consistere in somme irrisorie, riducendo così l'aristocrazia feudale in povertà.
Le terre che, pur essendo state concesse in infeudazione venivano abbandonate dai rispettivi proprietari negli anni, tornavano ad essere parte del patrimonio delle terre della corona.

## Dominio reale
Immediatamente dopo la Conquista normanna del 1066 tutte le terre d'Inghilterra vennero reclamate da re Guglielmo il Conquistatore per diritto allodiale, dando così inizio al concetto di dominio reale, noto anche come terra della corona. Il re concesse quindi la parcellizzazione della terra a vari suoi vassalli, in particolare ai cosiddetti baroni inglesi. Le terre non infeudate, ad esempio le tenute reali amministrate dagli steward oltre alle foreste reali, rimasero parte del dominio reale. Nel Domesday Book del 1086 questa terra viene indicata come terra regis (letteralmente "terra del re"), e nella common law il termine di ancient demesne si riferisce proprio alla terra indicata come proprietà del re già all'epoca del Domesday Book.
Le terre regie non erano un'acquisizione statica: esse potevano essere incrementate, ad esempio, con confische o privazioni di diritti feudali o per il ritorno di terreni al demanio regio, o tramite il semplice acquisto di terra. Nel corso del regno di Giorgio III (1760–1820), il parlamento si appropriò di gran parte del demanio regio in cambio di una somma annualmente concessa al monarca. L'unica parte delle proprietà regie mai alienate dal 1066 è oggi il Castello di Windsor.